# WinPT
O WinPT (acrônimo para Windows Privacy Tray) é uma interface para o GNU Privacy Guard no Windows. Ele reside na bandeja do sistema, facilitando o acesso às funções de cifragem e decifragem do GnuPG. O programa inclui um gerenciador de chaves com acesso a praticamente todas as funções de criação e edição de chave do GnuPG.
Talvez a principal vantagem do programa sejam as teclas de atalho configuráveis. O usuário pode selecionar um trecho de texto na tela, pressionar uma combinação de teclas no teclado, e o texto é automaticamente criptografado, descriptografado, assinado ou verificado.
Atualmente (versão 1.5.3) é apenas compatível com a versão 1.4.x e não com a versão 2.0.x  por falta de recursos (pessoas) para efetuar o trabalho necessário... mas é algo para o qual o autor está consciente.